# Couvent des Filles-Saint-Thomas
Le couvent des Filles-Saint-Thomas, appelé aussi couvent des Filles-de-Saint-Thomas-d'Aquin était un vaste monastère étendu de la rue Saint-Augustin à la rue Feydeau, situé à Paris sur l'emplacement actuel du palais Brongniart jusqu'à la Révolution française.

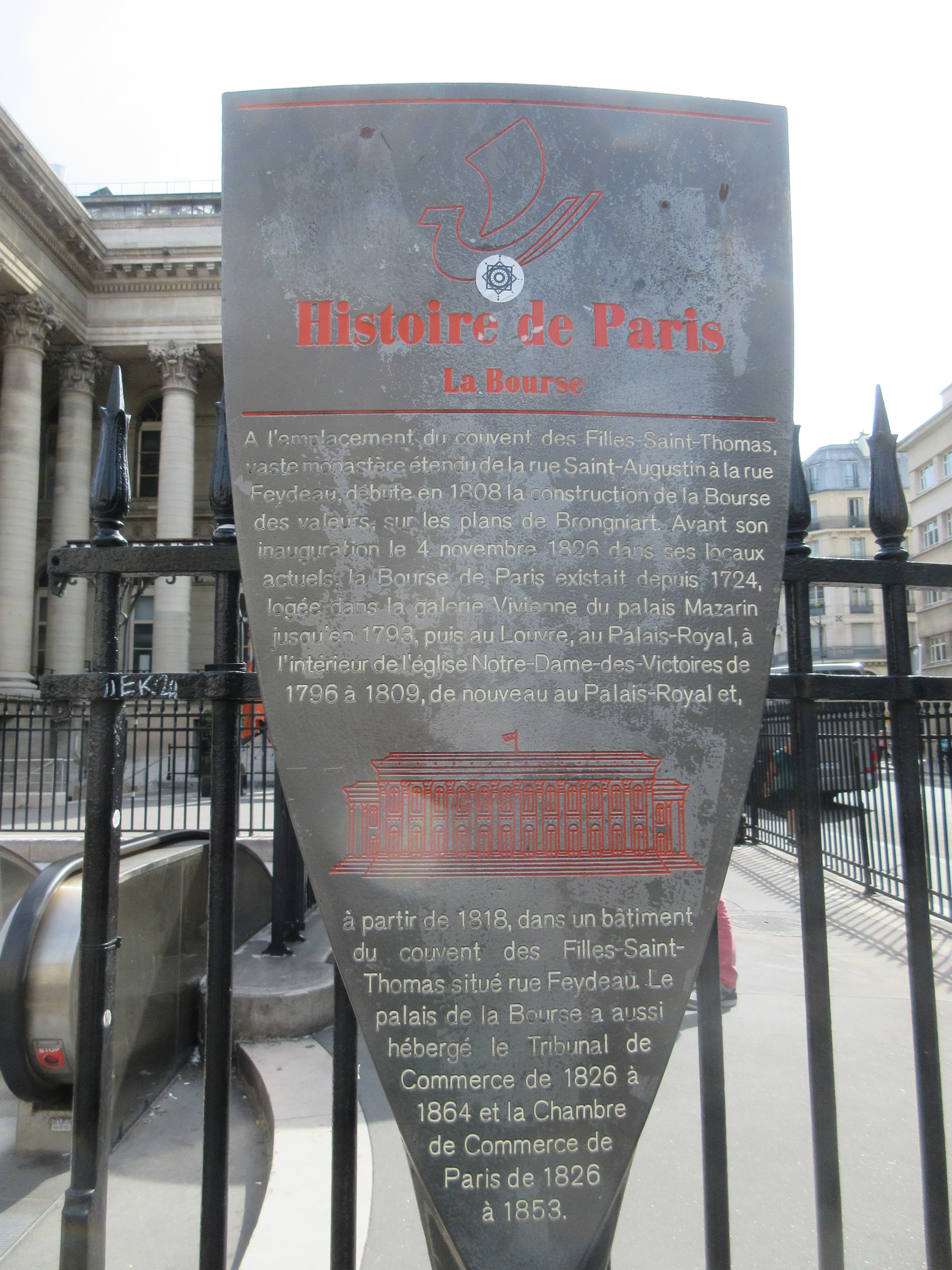
Panneau Histoire de Paris
« La Bourse »

## Historique
Les filles de Saint-Thomas étaient des religieuses hospitalières et leur couvent fut fondé en 1626 à Paris par Anne de Caumont. Le couvent héberge ensuite le salon de madame Doublet de Persan, amie de Bachaumont (1690–1771) premier médecin du dauphin et grand-père paternel de Chateaubriand. Le couvent a donné son nom à une rue des Filles-Saint-Thomas, présente sur les plans de Paris en 1760 et 1771, qui allait de la rue Vivienne jusqu'à la rue Notre-Dame-des-Victoires et dont une version raccourcie a subsisté. La rue Vivienne se prolongeait alors jusqu'à la rue Feydeau, mais le couvent des Filles-Saint-Thomas la raccourcit, pour agrandir son domaine. 
Maintenue à la Révolution française, la communauté fut cependant expropriée à la suite d'activité contre-révolutionnaire menée par le bataillon des Filles-Saint-Thomas, qui joua un rôle important lors de l'insurrection royaliste du 13 vendémiaire an IV. À la tête de la contre-révolution parisienne se trouve alors une « section sans cesse dénoncée à l'Assemblée nationale, dans les journaux, dans les cafés et les places publiques », comme « un repaire de modérés et de contre-révolutionnaires », la « section de la Bibliothèque, anciennement district des Filles-Saint-Thomas », dont « les assemblées générales se tiennent en l'église du couvent des Filles-Saint-Thomas ».
La « commission des Cinq » donne l'ordre au général Jacques de Menou de Boussay d'occuper rue Vivienne le couvent des Filles-Saint-Thomas. Il obéit puis tergiverse, parlemente avec les insurgés et fait faire demi-tour à ses troupes.  Menou est destitué et remplacé par Barras, avec comme adjoints les représentants Delmas, Goupilleau de Fontenay et Laporte, et sous ses ordres des généraux sans emploi, parmi lesquels Bonaparte.
Quand fut démoli le couvent des Filles-Saint-Thomas, la rue Vivienne put se continuer à nouveau jusqu'à la rue Feydeau, et fut prolongée jusqu'au boulevard Montmartre en 1829. Un passage (privé) des Colonnes est entre-temps ouvert en 1791, qui devient rue en 1797. Sur le côté de la rue Vivienne, un hangar a hébergé en 1817 la Bourse de Paris, qui a ensuite déménagé en 1826, sur le même terrain, dans le palais Brongniart, achevé après 18 ans de travaux.